# Dème de Viés
Le dème de Viés, en grec moderne : Δήμος Βοιών / Dímos Vión, est un ancien dème du district régional de Laconie, en Grèce. Depuis 2010, il est fusionné au sein du dème de Monemvasia.
Selon le recensement de 2011, la population du dème compte 7 703 habitants.